# 김승혜
김승혜(金昇惠, 1987년 4월 28일 ~ )는 대한민국의 희극 배우이자 가수다.

## 학력
- 인덕대학교 방송연예학과

## 생애 및 경력
1987년 4월 28일 전라남도 여수시에서 태어났으며, 2006년 MBC 《팔도모창 가수왕》에서 대상을 받으며 데뷔하였다. 같은 해 2006년 뮤지컬배우에 이어 연극배우로 데뷔했고 이듬해 2007년 SBS 9기 공채 개그맨으로 정식 데뷔하였다. 2014년 KBS 공채 29기 개그맨으로 첫선을 보였다.
대표작으로 《개그콘서트》(KBS 2TV)가 있다.

## 출연작

### TV
- SBS 《개그투나잇》

〈적반하장〉
- SBS 《웃음을 찾는 사람들》
- KBS2 《개그사냥》
- KBS2 《개그콘서트》

〈달라스〉
〈예뻐!예뻐?〉
〈끝사랑〉
〈가장자리〉
〈시청자 의견〉선생님 역
〈사둥이는 아빠 딸〉여름 역
〈왕입니다요〉
〈베테랑〉
〈핵존심〉
〈민상토론〉청중 역
〈환상의 커플〉임재백의 여자친구 역
〈니글니글〉
〈픽미업〉
<男량특집>서태훈의 여자친구 역
〈빼박 캔트〉
〈평양의 후예〉
〈세.젤.예 (세상에서 제일 예민한 사람)〉손님 역
〈핵갈린 늬우스〉
〈나타나〉
〈억울한 영길씨〉
〈힘을 내요! 슈퍼 뚱맨〉
〈아무말 대잔치〉
〈YOLO 민박〉투숙객 역
〈구린라이트〉
<놀면 뭐하니?>
- KBS2 《연예가중계》(2016.6.11~2019.11.29)
- KBS2 《2018 KBS 연예대상 출연》(2018.12.22)
- MBC 《팔도모창 가수왕》
- EBS1 《갤럭시 안전 프로젝트》 - 솔라본부장
- KBS1 《평창동계올림픽 G-30 특별생방송 하나된 열정, 이제는 평창》
- KBS 청주 《금요일에 만난 사람》
- MBC 《하자있는 인간들》
- KBS1 《TV쇼 진품명품》 - 게스트
- KBS2 《연중 라이브》
- SBS 《골 때리는 그녀들》
- TV CHOSUN 《부부선수촌 - 이번 생은 같은 편》 - VCR 출연
- TV CHOSUN 《더 퀸즈》
- JTBC 《아는 형님》 게스트
- TV CHOSUN 유튜브 《뉴민상》 게스트 - 박소영과 동반 출연

### 드라마
- 웹드라마 《프레시우먼》
- 웹드라마 《프레시우먼2》

### 라디오
- KBS 제2FM 《미스터 라디오》

### 음반활동
- 2002년 그룹 WOW(앨범) - WOW Christmas [Red]
- 2010년 그룹 WOW(앨범) - WOW Christmas [Green]
- 2012년 그룹 WOW(앨범) - 둥근해(타이틀곡), 그곳

### 뮤직비디오
- 파스텔블루 - 그렇게 너를 사랑해

### 공연
- 광수생각

### 유행어

#### KBS2《개그콘서트》
- 친구 갔냐?(예뻐! 예뻐?)
- 내가?(예뻐!예뻐?)
- 지금?(예뻐!예뻐?)
- 어쩔~(예뻐!예뻐?)
- ○○야,부탁해~(시청자 의견)
- 인천에 살고있는 대학생 김승혜입니다.(민상토론)
- 내 말 잘 들어. 내가 하고 싶은 것이 뭐야?(환상의커플)
- 뭐야? 오빠!(男량특집)
- 오빠, 누가 듣고(보고) 있는거 같애! (욜老민박)

## 수상
- 2006년 MBC 팔도모창 가수왕 대상
- 2007년 SBS 신인개그맨 선발대회 동상
- 2016년 KBS 연예대상 코미디부문 여자 신인상
- 2016년 KBS 연예대상 코미디부문 최우수코너상
- 2023년 SBS 연예대상 푸스카스상